# Bradbury-Egglestone-Syndrom
Das Bradbury-Eggleston-Syndrom (auch Pure Autonomic Failure, PAL, Reine Dysautonomie) stellt eine idiopathische orthostatische Hypotonie dar. Als Ursache wird hierbei eine isolierte autonome Insuffizienz mit entsprechender Degeneration der postganglionären Neuronen angenommen.